# ورم مختلط خبيث
ورم مختلط خبيث (بالإنجليزية: Malignant mixed tumor)‏ ويُسمى أيضًا ورم غدي عرقي شبه غضروفي خبيث، هو حالة جلدية تتميز بوجود ورم يُفضل الجذع والأطراف.:667